# Iphis et Iante
Représentée à l’Hôtel de Bourgogne, en 1634, Iphis et Iante est la première comédie d’Isaac de Benserade. Cette comédie en vers en cinq actes tirée des Métamorphoses d’Ovide inspirées de l’histoire de la mythologie grecque d’Iphis et Ianthé aborde l’homosexualité féminine de façon beaucoup plus directe que dans la version d’Ovide : ayant vécu déguisée en garçon depuis sa naissance, Iphis épouse la belle Iante. Cette première comédie à évoquer ouvertement le mariage entre personnes de même sexe en France diffère notamment de la version d’Ovide en ce qu’Iphis n’est métamorphosée en homme qu’après et non avant sa nuit de noces avec Iante.

## Contenu
Alors que dans Ovide, Iphis est métamorphosée en homme avant la consommation du mariage, Benserade diffère sur ce point. Les deux jeunes « épouses » peuvent alors raconter la volupté de leur nuit de noces :
IPHIS

J’oubliais quelquefois que j’étais fille,
Je ne reçus jamais tant de contentements
Iante ne semble préoccupée, quant à elle, que du qu’en-dira-t-on :
IANTE
il faut que je l’avoue ;
Ce mariage est doux, j’y trouve assez d’appas
Et si l’on n’en riait, je ne m’en plaindrais pas
Son seul regret ne tourne qu’autour de la légalité de son mariage avec Iphis :
Si la fille épousait une fille comme elle,
Sans offenser le ciel et la loi naturelle,
Mon cœur assurément ne serait point fâché
La métamorphose d’Iphis n’intervient que pour les convenances, et encore, le ton burlesque sur lequel celle-ci est-elle annoncé :[non neutre]
Miracle ! je suis homme, une mâle vigueur
Rend mes membres plus forts aussi bien que mon cœur,
Mon corps devient robuste en un sexe contraire
permet de faire douter de sa réalité :[non neutre]
ERGASTE
Pour moi je n’en crois rien,
De même, Iante n’a l’air que modérément satisfaite de voir Iphis transformée en homme par la déesse Isis :
Si les dieux en ton sexe ont fait ce changement,
Je dois participer à ton contentement.